# Clematis hastata
Clematis hastata är en ranunkelväxtart som beskrevs av Achille Eugène Finet och Gagn.. Clematis hastata ingår i släktet klematisar, och familjen ranunkelväxter. Utöver nominatformen finns också underarten C. h. micrantha.